# Костёл Воскресения Христа
Костёл (Базилика) Воскресения Христа (лит. Kauno Kristaus Prisikėlimo bazilika) — католическая церковь в городе Каунас, Литва. Памятник архитектуры каунасского модернизма. Действует колумбарий и на высоте 28 метров есть смоторовая площадка.

## История
После обретения независимости Литвы в литовском обществе появилась идея построить храм в Каунасе (тогдашней временной столице Литвы). В 1929 году городское самоуправление подарило участок для строительства костёла. В 1930 году был утвержден проект храма, но из-за высокой стоимости (около 3 000 000 литов) проект не был реализован. Окончательно проект был утвержден в 1933 году. Строительство началось летом 1934 года. К началу Второй мировой войны храм не был достроен. Строительство прекратилось в 1940 году. В годы германской оккупации здание использовалось как склад бумаги. В 1952 году в здании был открыт радиотехнический завод. В 1990 году Верховный Совет Литовской ССР обязал завод передать здание комитету по восстановлению храма до 1993 года. Храм торжественно освещён 26 декабря 2004 года. В 2015 году папа римский Франциск присвоил костёлу титул малой базилики.

## Галерея

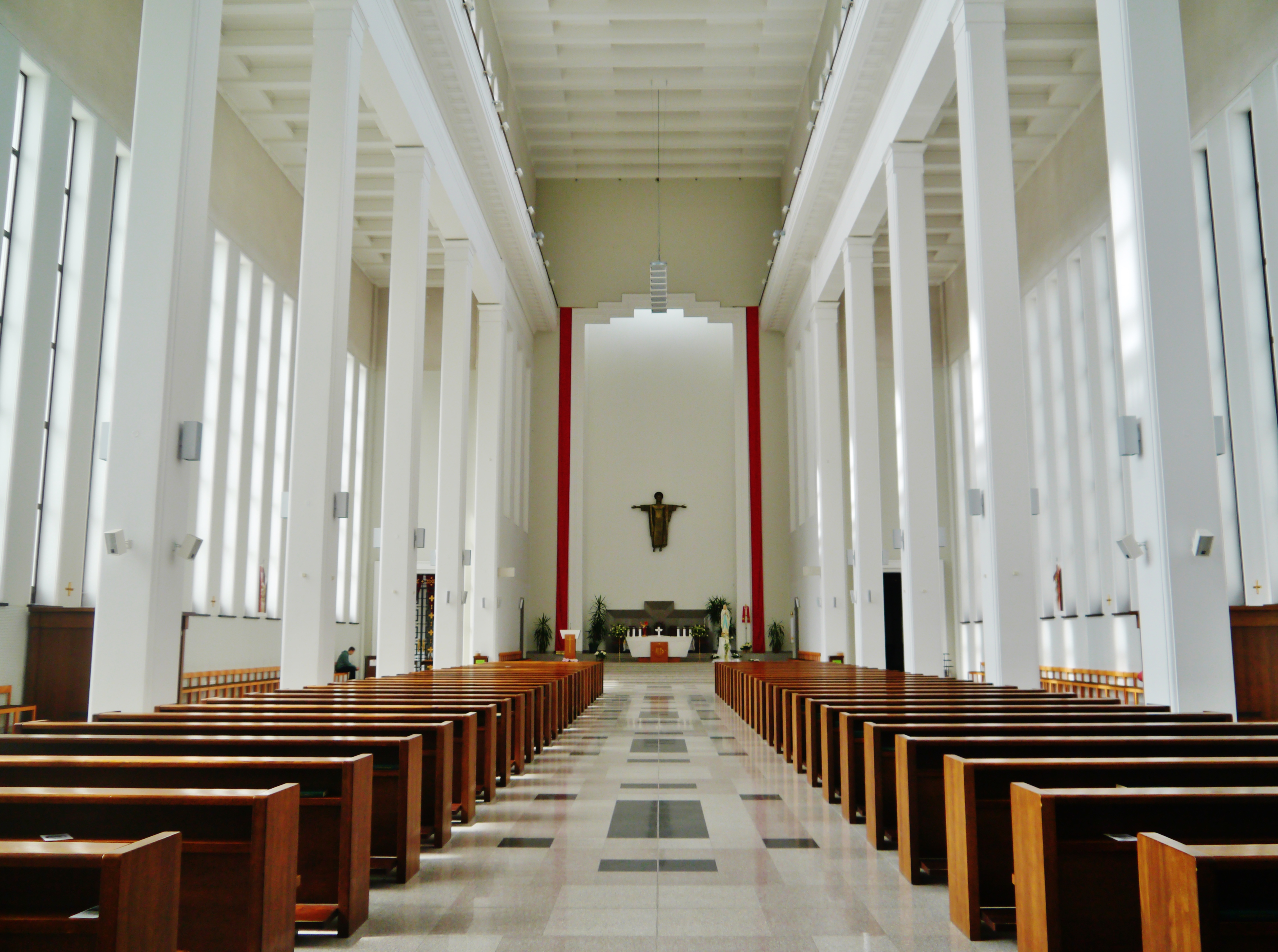
Центральный неф
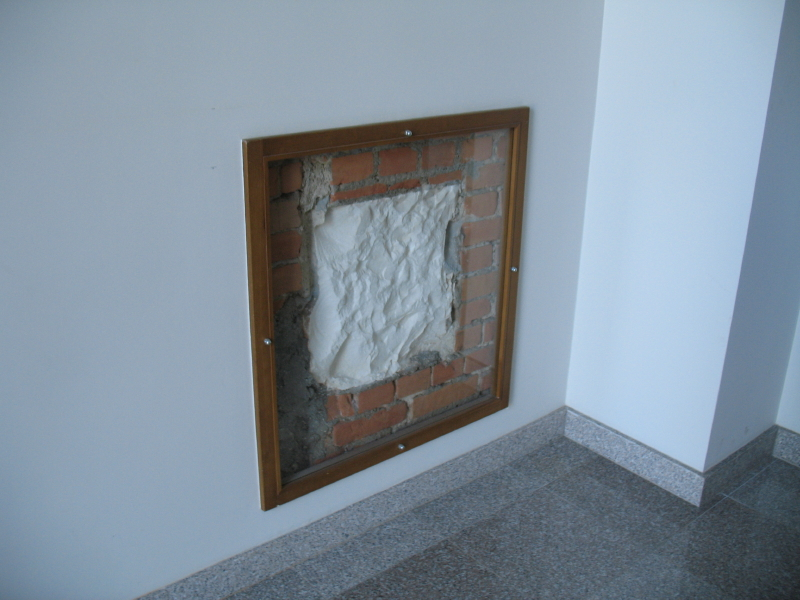
камень из Елеонской горы
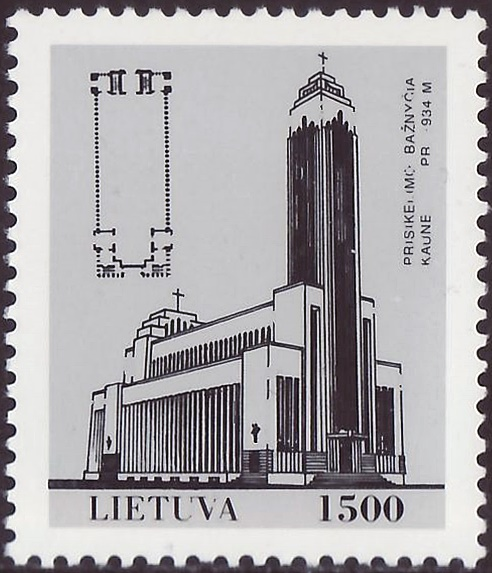
Почтовая марка Литвы 1993 года